# Clarques
Clarques (Nederlands: Klarke) is een plaats en voormalige gemeente  en is een plaats in het Franse departement Pas-de-Calais in de regio Hauts-de-France en telt 254 inwoners (2004). De plaatse maakt deel uit van het arrondissement Sint-Omaars.

## Geschiedenis
Clarques werd voor het eerst vermeld in 1139 als Clarkes, afkomstig van het Galloromeinse Clariacum, ofwel toebehorend aan Clarius.
Clarques was een voorstadje van de bisschopsstad Thérouanne, en er werd een aan Sint-Maarten gewijde kerk gesticht, evenals in een tweetal andere voorstadjes. 
In 1131 werd hier vanuit Thérouanne een Premonstratenzerabdij gesticht: de Abdij van Sint-Augustinus (Abbaye de Saint-Augustin-lès-Thérouanne).
Toen echter Thérouanne door de troepen van Keizer Karel V werd verwoest, onderging ook Clarques dit lot. Van de abdij bleven slechts enkele muurresten bestaan.
Op 1 januari 2016 is Clarques met de gemeente Rebecques gefuseerd tot de gemeente Saint-Augustin.  De opgeheven gemeenten kregen aanvankelijk de status van commune déléguée maar per besluit van de gemeenteraad van Saint-Augustin van 2 juni 2020 werd deze status afgeschaft. 

## Geografie
De oppervlakte van Clarques bedraagt 7,0 km², de bevolkingsdichtheid is 36,3 inwoners per km².
De onderstaande kaart toont de ligging van Clarques met de belangrijkste infrastructuur en aangrenzende gemeenten.

## Demografie
Onderstaande figuur toont het verloop van het inwonertal.

## Bezienswaardigheden
- Enkele restanten van de Sint-Augustinusabij.
- De Sint-Maartenskerk, oorspronkelijk 17e-eeuws, en vergroot in 1872.

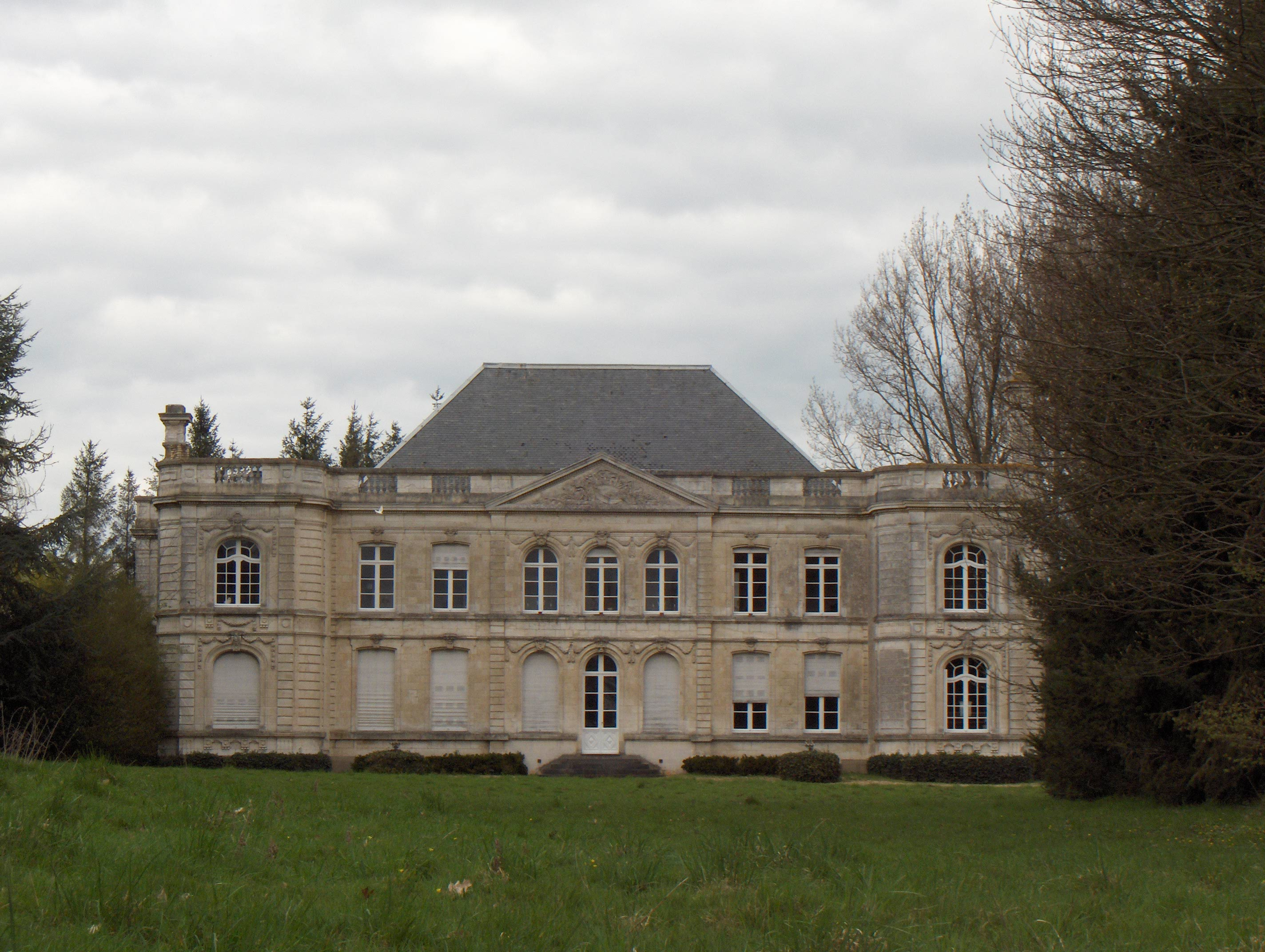
Kasteel van Clarques (1775, uitgebreid in de 20e eeuw)